# Lumír Mochel
Lumír Mochel (13. března 1947 – 6. dubna 2021) byl český fotbalista, obránce.

## Fotbalová kariéra
Hrál za Baník Ostrava. Získal ligový titul v roce 1976 s Baníkem Ostrava. V lize nastoupil ve 145 utkáních a dal 4 góly. V 80. letech patřil k oporám Slovanu Ostrava.

## Ligová bilance
| Ročník                                   | Zápasy | Góly | Klub          |
| ---------------------------------------- | ------ | ---- | ------------- |
| 1. československá fotbalová liga 1969/70 | 15     | 1    | Baník Ostrava |
| 1. československá fotbalová liga 1970/71 | 25     | 2    | Baník Ostrava |
| 1. československá fotbalová liga 1971/72 | 25     | 1    | Baník Ostrava |
| 1. československá fotbalová liga 1972/73 | 24     | 0    | Baník Ostrava |
| 1. československá fotbalová liga 1973/74 | 23     | 0    | Baník Ostrava |
| 1. československá fotbalová liga 1974/75 | 26     | 0    | Baník Ostrava |
| 1. československá fotbalová liga 1975/76 | 7      | 0    | Baník Ostrava |
| CELKEM                                   | 145    | 4    |               |